# Liberty Meadows
Liberty Meadows è una striscia a fumetti di genere comico scritta e disegnata dal fumettista statunitense Frank Cho. La striscia, oltre a essere pubblicata giornalmente su quotidiani statunitensi dal 1997 al 2001 per poi continuare in volume sino al 2006, è stata  tradotta e pubblicate in altri paesi del mondo.

## Storia editoriale
Liberty Meadows è la naturale evoluzione di una striscia a fumetti, University2, realizzata da Cho quando era ancora studente alla University of Maryland e pubblicata sul giornale universitario; questa presentava già molti personaggi che saranno presenti in Liberty Meadows, sebbene notevolmente modificati. Nel 1996, dopo la laurea, il disegnatore venne contattato dal Creators Syndicate, che gli propose un contratto. Il fumetto cambiò così nome, i personaggi e l'ambientazione vennero rivisitati ed il 20 marzo 1997 Liberty Meadows iniziò la pubblicazione sui quotidiani statunitensi. Il successo giunse rapidamente, e nel giro di breve tempo le strisce iniziarono ad essere tradotte e pubblicate su più di 30 giornali in cinque paesi.
Cho continuò a realizzare le sue strisce giornaliere sotto l'egida del Syndicate fino al 2001; in quell'anno, tuttavia, cessò la collaborazione con esso, affermando di voler godere di una maggiore libertà creativa ed espressiva a suo avviso limitata dalla censura cui era sottoposta la striscia ad opera dei precedenti editori. Così, dopo una breve esperienza di autopubblicazione, l'autore decise di stipulare un nuovo contratto con la Image Comics; con la casa editrice di Spawn iniziò la pubblicazione in volumi (comic book) che raccoglievano le strisce in precedenza pubblicate dai quotidiani, in molti casi ridisegnate senza i vincoli precedentemente imposti.
Attualmente negli USA sono stati pubblicati 37 volumi di Liberty Meadows, l'ultimo dei quali uscito nel 2006 e contenente solo materiale inedito. Ad ogni modo nel 2007, durante un convegno, l'autore avrebbe dichiarato la sua intenzione di realizzare altre strisce della serie.

### Edizioni estere
In Italia la striscia fece la sua prima apparizione nel 1997, all'interno della rivista Linus, che ne continuò la pubblicazione mensilmente fino al 2000. Nel 2003 i diritti italiani passarono alla casa editrice Salda Press che realizzò una pubblicazione cronologica composta da quattro volumi basata sulla edizione  statunitense con alcune strisce ridisegnate dall'autore e con una nuova  traduzione rispetto a quella pubblicata su Linus, arricchita da note a margine esplicative.
Le strisce di Liberty Meadows sono state raccolte dalla casa editrice Salda Press in quattro volumi, editi a partire dal 2003:
- Liberty Meadows vol.1 - Eden, 2003, ISBN 88-88435-10-7
- Liberty Meadows vol.2 - Tana dolce Tana, 2004, ISBN 88-88435-14-X
- Liberty Meadows vol.3 - L'estate dell'amore, 2007, ISBN 88-88435-22-0
- Liberty Meadows vol.4 - Cuore di ghiaccio, 2008, ISBN 88-88435-26-3

## Trama
Ambientata a Liberty Meadows in un rifugio/clinica per animali in difficoltà, narra le vicende dei membri dello staff formato dal timido veterinario Frank e dalla bella psicologa per animali Brandy, nonché di alcuni dei suoi ospiti, animali antropomorfi fra cui l'orso nano Ralph, la rana toro Leslie e il maiale Dean. Le vicende narrate nella striscia ruotano intorno al rifugio per animali Liberty Meadows, dove animali feriti, maltrattati o scacciati dal loro ambiente naturale vengono curati e accuditi. Fra i personaggi principali si annoverano sia umani che lavorano alla struttura sia animali antropomorfi ospiti della stessa: fra i primi il veterinario Frank, imbranato e terribilmente timido, innamorato della bella Brandy, psicologa atletica e piena di vita; fra i secondi l'orso nano da circo Ralph, la rana ipocondriaca Leslie e il maiale Dean, insieme a molti altri comprimari.

## Stile
La striscia, dichiaratamente comica, è disegnata con uno stile di volta in volta cartoonesco (soprattutto per quanto riguarda i vari animali antropomorfi) e realistico (per gli umani, in particolare le ragazze) e sempre molto elaborato; lo stesso Cho in un'intervista si è detto fiero del livello dei suoi disegni, ben diverso da quello usuale nelle strisce quotidiane che, a suo dire, sono spesso "disegnate da fare schifo".
Le trovate comiche del fumetto, contraddistinte da un ritmo molto serrato, spaziano dai classici del genere (esplosioni, scazzottate, amori sfortunati) a situazioni paradossali come improbabili "portali dimensionali" o incursioni al di là del "quarto muro". Nei suoi fumetti, inoltre, Cho include spesso riferimenti alla cultura popolare americana, nonché vere e proprie parodie di altre strisce e fumetti: fra i più richiamati possono essere citati Calvin e Hobbes, Cathy, Lil Abner, Dilbert e molti altri.

## Personaggi principali

### Umani
- Frank Mellish: veterinario, è dotato di spessi occhiali e di una bassa statura (come il suo autore). Terribilmente timido, è innamorato di Brandy ma non ha il coraggio di dichiararsi. Mostra spesso atteggiamenti da nerd (ad esempio, è un fan di Xena e Star Trek e colleziona action figure di Guerre stellari) ed è la vittima preferita degli scherzi, talvolta anche crudeli, di Ralph, Leslie e Dean.
- Brandy Carter: psicologa per animali, è alta, atletica e avvenente ma malgrado ciò piuttosto sfortunata in amore: ha un ex-fidanzato (Roger), muscoloso e pieno di sé, che detesta ma nonostante ciò continua a farsi vivo, e una madre oppressiva che tenta in continuazione di combinarle appuntamenti. Talvolta mostra un certo interesse per Frank, ma l'incapacità cronica di questi nel relazionarsi con lei rende praticamente impossibile l'instaurarsi di una relazione (o anche di un normale dialogo). Nel lavoro è professionale ed energica, e la si vede spesso affrontare con coraggio e audacia i momenti di crisi.
- Julius: direttore del rifugio, ha una grande passione per la pesca. Uno degli obiettivi della sua vita è quello di catturare Khan, un grosso e nerboruto pesce gatto, ma i suoi tentativi si risolvono sempre in un disastro.
- Jen: coinquilina di Brandy, è una bella ragazza bionda, e una spietata mangiauomini.
- Tony: tuttofare e addetto alle riparazioni, spesso vittima di incidenti sul lavoro
- Al: proprietario della taverna frequentata dai vari personaggi, è un uomo di grande cultura letteraria, plurilaureato ma costretto a servire a un bancone. Non perde occasione per propagandare la sua tesi secondo cui Francis Bacon sia il vero autore delle opere di Shakespeare.

### Animali
- Ralph: orso nano, in passato veniva sfruttato in un circo dove si esibiva venendo sparato da un cannone. Probabilmente per questo sembra soffrire di manie di esibizionismo, e finisce immancabilmente per mettersi nei guai (solitamente insieme a Leslie). Inoltre mostra un insano talento nell'inventare oggetti potenzialmente pericolosi: dal progetto di un water riscaldato con il difetto di dare la scossa, ad un "portale dimensionale" capace di teletrasportare le persone nella preistoria.
- Leslie: rana toro gigante, rifugiatasi a Liberty Meadows dopo il prosciugamento dello stagno in cui viveva. Soffre di ipocondria, per la disperazione di Frank, e funge spesso da spalla a Ralph nei suoi progetti strampalati, finendo immancabilmente per condividerne con lui gli effetti disastrosi.
- Dean: maiale ex mascotte universitaria, con problemi di alcolismo e di dipendenza da sigarette; è a Liberty Meadows per disintossicarsi ma con scarsi successi. Ha una passione smodata per il sesso femminile, e lo si vede spesso nella taverna di Al intento a cercare insistentemente di conquistare ragazze, ottenendo immancabilmente rifiuti violenti.
- Truman: paperotto sopravvissuto ad un disastro ecologico, è decisamente più giovane degli altri animali. Passa la maggior parte del tempo a giocare insieme al suo inseparabile amico Oscar; ha atteggiamenti molto educati e naif e si rivolge a Frank e Brandy appellandoli "Signore" e "Signora"
- Oscar: cane bassotto, affidato al centro dai suoi padroni e compagno di giochi di Truman. È l'unico fra gli animali protagonisti a non parlare.
- Frank Cho: l'autore della striscia, si raffigura spesso all'interno di essa rappresentandosi come uno scimpanzé (sebbene il suo soprannome dichiarato sia "macaco") in vignette nelle quali è solito rivolgersi direttamente ai lettori, rompendo il "quarto muro".